# کیان‌شهر
کیان‌شهر، شهری در بخش طغرالجرد شهرستان کوهبنان در استان کرمان ایران است. این شهر، مرکز بخش طغرالجرد است.

## موقعیت جغرافیایی
شهر کیان‌شهر از سمت شرق با روستای دشتخاک از جنوب با شهر زرند از غرب با دهستان سیریز و از سمت شمال با شهر کوهبنان هم‌مرز است.
بلندترین قله‌های منطقه کوه سرخ با ارتفاع ۳۵۴۵ متر و کوه هشونی با ۳۳۲۰ متر ارتفاع می‌باشند به علت نوع خاک، اختلاف شدید درجه حرارت و کمبود ریزش باران‌های موسمی منطقه فاقد پوشش‌های گیاهی ممتد است و تنها کوه‌های ان از درختان و بوته‌های از نوع گز، تاغ، گیاهان دارویی سرشار، بادام کوهی، کنگر وحشی، زرشک (نام محلی زارچ)، شاتره، خا کشیر، گون، پونه، خارشتر، شیرین بیان، و اسپند پوشیده شده‌است محیط زیست منطقه حیواناتی چون آهو، گراز، روباه، کبک، تیهو، بزآهو و میش آهو را در دامان خود دارد.
این منطقه باداشتن معادن غنی از جمله ذغالسنگ در زمره غنی‌ترین ذخایر زغال نواحی جنوب شرقی ایران قرار داشته و دارای معادن مس، آهن و سرب با ۱۰ درصد نقره می‌باشد .مارکو پولو تاجر و جهانگرد ونیزی از کیان‌شهر عبور کرده‌است.
و همچنین در این شهر که مردم علاقهٔ زیادی به بادام کوهی دارند تمام کوه‌های شهر دارای این درخت زیبا هستند.
محصولات کشاورزی این منطقه؛ گندم، جو، زعفران و میوهای سردسیری چون بادام و گردو می‌باشد.
بیگها و هادیا و سرکمر از محله های قدیمی این منطقه می‌باشند.
رودخانه فصلی که در فصلهای سال در زمستان و بهار جریان دارد از کوه‌های مرتفع واقع در شرق و شمال شرقی این منطقه سرچشمه می‌گیرد.